# Camostat
Camifier (INN; mã phát triển FOY-305) là một chất ức chế protease huyết thanh. Enzyme protease huyết thanh có nhiều chức năng trong cơ thể, và do đó, camostat cũng có một loạt các ứng dụng. Nó được sử dụng trong điều trị một số dạng ung thư và cũng có hiệu quả chống lại một số bệnh nhiễm trùng do virus, cũng như ức chế xơ hóa trong bệnh gan hoặc thận hoặc viêm tụy. Thuốc được chấp thuận sử dụng tại Nhật Bản.